# Eunidia fulvescens
Eunidia fulvescens là một loài bọ cánh cứng trong họ Cerambycidae.